# Miami Open 2016
Il Miami Open 2016 è stato un torneo di tennis che si è giocato su campi in cemento. È stata la 32ª edizione del Miami Masters, che fa parte della categoria ATP Tour Masters 1000 nell'ambito dell'ATP World Tour 2016 e della categoria Premier Mandatory nell'ambito del WTA Tour 2016. Sia il torneo maschile che quello femminile si sono tenuti al Tennis Center at Crandon Park di Key Biscayne, vicino a Miami, dal 21 marzo al 3 aprile 2016.

## Partecipanti ATP

### Teste di serie
| Nazionalità | Giocatore              | Ranking* | Testa di serie |
| ----------- | ---------------------- | -------- | -------------- |
| Serbia      | Novak Đoković          | 1        | 1              |
| Regno Unito | Andy Murray            | 2        | 2              |
| Svizzera    | Roger Federer          | 3        | 3              |
| Svizzera    | Stan Wawrinka          | 4        | 4              |
| Spagna      | Rafael Nadal           | 5        | 5              |
| Giappone    | Kei Nishikori          | 6        | 6              |
| Rep. Ceca   | Tomáš Berdych          | 7        | 7              |
| Spagna      | David Ferrer           | 8        | 8              |
| Francia     | Jo-Wilfried Tsonga     | 9        | 9              |
| Francia     | Richard Gasquet        | 10       | 10             |
| Croazia     | Marin Čilić            | 11       | 11             |
| Canada      | Milos Raonic           | 12       | 12             |
| Stati Uniti | John Isner             | 13       | 13             |
| Austria     | Dominic Thiem          | 14       | 14             |
| Belgio      | David Goffin           | 15       | 15             |
| Francia     | Gaël Monfils           | 16       | 16             |
| Spagna      | Roberto Bautista Agut  | 18       | 17             |
| Francia     | Gilles Simon           | 19       | 18             |
| Serbia      | Viktor Troicki         | 21       | 19             |
| Francia     | Benoît Paire           | 22       | 20             |
| Spagna      | Feliciano López        | 23       | 21             |
| Stati Uniti | Jack Sock              | 24       | 22             |
| Uruguay     | Pablo Cuevas           | 25       | 23             |
| Australia   | Nick Kyrgios           | 26       | 24             |
| Croazia     | Martin Kližan          | 27       | 25             |
| Bulgaria    | Grigor Dimitrov        | 28       | 26             |
| Ucraina     | Aleksandr Dolhopolov   | 29       | 27             |
| Francia     | Jérémy Chardy          | 31       | 28             |
| Stati Uniti | Sam Querrey            | 34       | 29             |
| Brasile     | Thomaz Bellucci        | 35       | 30             |
| Stati Uniti | Steve Johnson          | 36       | 31             |
| Spagna      | Guillermo García López | 37       | 32             |
| Portogallo  | João Sousa             | 38       | 33             |

* Ranking al 21 marzo 2016.

### Altri partecipanti
I seguenti giocatori hanno ricevuto una wild-card per il tabellone principale:
- Roberto Carballés Baena
- Nicolás Jarry
- Michael Mmoh
- Andrej Rublëv
- Elias Ymer

I seguenti giocatori sono passati dalle qualificazioni:

- Benjamin Becker
- Bjorn Fratangelo
- Taylor Fritz
- Alejandro González
- Marcel Granollers
- Pierre-Hugues Herbert
- Michail Kukuškin
- Tatsuma Itō
- Yoshihito Nishioka
- Dennis Novikov
- Tommy Paul
- Tim Smyczek

I seguenti giocatori sono entrati in tabellone come lucky loser:
- Jared Donaldson
- Rogério Dutra da Silva
- Horacio Zeballos

## Partecipanti WTA

### Teste di serie
| Giocatrice  | Nazionalità               | Ranking* | Testa di serie |
| ----------- | ------------------------- | -------- | -------------- |
| Stati Uniti | Serena Williams           | 1        | 1              |
| Germania    | Angelique Kerber          | 2        | 2              |
| Polonia     | Agnieszka Radwańska       | 3        | 3              |
| Spagna      | Garbiñe Muguruza          | 4        | 4              |
| Romania     | Simona Halep              | 5        | 5              |
| Spagna      | Carla Suárez Navarro      | 6        | 6              |
| Svizzera    | Belinda Bencic            | 8        | 7              |
| Rep. Ceca   | Petra Kvitová             | 9        | 8              |
| Italia      | Roberta Vinci             | 10       | 9              |
| Stati Uniti | Venus Williams            | 12       | 10             |
| Rep. Ceca   | Lucie Šafářová            | 13       | 11             |
| Ucraina     | Elina Svitolina           | 14       | 12             |
| Bielorussia | Viktoryja Azaranka        | 15       | 13             |
| Italia      | Sara Errani               | 16       | 14             |
| Russia      | Svetlana Kuznecova        | 17       | 15             |
| Serbia      | Ana Ivanović              | 18       | 16             |
| Rep. Ceca   | Karolína Plíšková         | 19       | 17             |
| Serbia      | Jelena Janković           | 20       | 18             |
| Svizzera    | Timea Bacsinszky          | 21       | 19             |
| Stati Uniti | Sloane Stephens           | 22       | 20             |
| Germania    | Andrea Petković           | 23       | 21             |
| Stati Uniti | Madison Keys              | 24       | 22             |
| Danimarca   | Caroline Wozniacki        | 25       | 23             |
| Regno Unito | Johanna Konta             | 26       | 24             |
| Russia      | Anastasija Pavljučenkova  | 27       | 25             |
| Australia   | Samantha Stosur           | 28       | 26             |
| Francia     | Kristina Mladenovic       | 29       | 27             |
| Slovacchia  | Anna Karolína Schmiedlová | 30       | 28             |
| Germania    | Sabine Lisicki            | 31       | 29             |
| Russia      | Ekaterina Makarova        | 32       | 30             |
| Australia   | Dar'ja Gavrilova          | 33       | 31             |
| Romania     | Monica Niculescu          | 34       | 32             |

* Ranking al 7 marzo 2016.

### Altre partecipanti
Le seguenti giocatrici hanno ricevuto una wild-card per il tabellone principale:
- Paula Badosa Gibert
- Catherine Bellis
- Nicole Gibbs
- Beatriz Haddad Maia
- Naomi Ōsaka
- Laura Robson
- Heather Watson
- Sofija Žuk

Le seguenti giocatrici sono entrate nel tabellone principale passando dalle qualificazioni:

- Kiki Bertens
- Jana Čepelová
- Samantha Crawford
- Lourdes Domínguez Lino
- Magda Linette
- Pauline Parmentier
- Kristýna Plíšková
- Maria Sakkarī
- Aljaksandra Sasnovič
- Francesca Schiavone
- Anna Tatišvili
- Elena Vesnina

## Punti
| Torneo              | V    | F   | SF  | QF  | 4T  | 3T | 2T   | 1T   | Q    | Q2   | Q1   |
| Singolare maschile  | 1000 | 600 | 360 | 180 | 90  | 45 | 25*  | 10   | 16   | 8    | 0    |
| Doppio maschile     | 1000 | 600 | 360 | 180 | 90  | 0  | N.D. | N.D. | N.D. | N.D. | N.D. |
| Singolare femminile | 1000 | 650 | 390 | 215 | 120 | 65 | 35*  | 10   | 30   | 20   | 2    |
| Doppio femminile    | 1000 | 650 | 390 | 215 | 120 | 10 | N.D. | N.D. | N.D. | N.D. | N.D. |

- I giocatori con un bye ricevono i punti del primo turno.

## Montepremi
Il montepremi complessivo è di 13 881 734$.
| Torneo              | V           | F        | SF       | QF       | 4T      | 3T      | 2T      | 1T      | Q2    | Q1    |
| Singolare maschile  | 1 028 300$, | 501 815$ | 251 500$ | 128 215$ | 67 590$ | 36 170$ | 19 530$ | 11 970$ | 3565$ | 1825$ |
| Singolare femminile | 1 028 300$, | 501 815$ | 251 500$ | 128 215$ | 67 590$ | 36 170$ | 19 530$ | 11 970$ | 3565$ | 1825$ |
| Doppio maschile     | 336 920$    | 164 420$ | 82 410$  | 42 000$  | 22 140$ | 11 860$ | N.D.    | N.D.    | N.D.  | N.D.  |
| Doppio femminile    | 336 920$    | 164 420$ | 82 410$  | 42 000$  | 22 140$ | 11 860$ | N.D.    | N.D.    | N.D.  | N.D.  |

## Campioni

### Singolare maschile
Novak Đoković ha sconfitto in finale  Kei Nishikori con il punteggio di 6-3, 6-3.
- È il sessantatreesimo titolo in carriera per Đoković, quarto della stagione e sesto a Miami.

### Singolare femminile
Viktoryja Azaranka ha sconfitto in finale  Svetlana Kuznecova con il punteggio di 6-3, 6-2.
- È il ventesimo titolo in carriera, terzo della stagione e a Miami. Con questa vittoria diventa la terza tennista nella storia a realizzare il Sunshine Double.

### Doppio maschile
Pierre-Hugues Herbert /  Nicolas Mahut hanno sconfitto in finale  Raven Klaasen /  Rajeev Ram con il punteggio di 5-7, 6-1, [10-7].

### Doppio femminile
Bethanie Mattek-Sands /  Lucie Šafářová hanno sconfitto in finale  Tímea Babos /  Jaroslava Švedova con il punteggio di 6-3, 6-4.